# Lee Jin-taek
Lee Jin-taek (koreanisch 이진택; * 13. April 1972) ist ein ehemaliger südkoreanischer Hochspringer.
1991, 1993 und 1995 wurde er Asienmeister, und bei den Asienspielen 1994 in Hiroshima errang er Silber. Während er bei den Olympischen Spielen 1992 in Barcelona und bei den Weltmeisterschaften 1993 in Stuttgart und 1995 in Göteborg noch in der Qualifikation gescheitert war, wurde er bei den Olympischen Spielen 1996 in Atlanta Achter.
Im Jahr darauf gewann er Gold bei den Ostasienspielen, wurde Achter bei den Weltmeisterschaften in Athen und gewann Gold bei der Universiade. 1998 gewann er Silber bei den Asienmeisterschaften und Gold bei den Asienspielen in Bangkok.
Einem sechsten Platz bei den Weltmeisterschaften 1999 in Sevialla folgte bei den Olympischen Spielen 2000 in Sydney das Aus in der Qualifikation.
2001 gewann er bei den Ostasienspielen und 2002 bei den Asienspielen in Busan Gold.
Lee Jin-taek ist 1,89 m groß und wog zu Wettkampfzeiten 70 kg.

## Persönliche Bestleistungen
- Hochsprung: 2,34 m, 20. Juni 1997, Seoul
  - Halle: 2,25 m, 13. Februar 1994, Maebashi